# Richard Schubert
Richard Schubert   (Dessau, 1885 - Oberstaufen, 1959) fou un tenor i compositor alemany.
Es dedicà especialment al cant coral (composició i direcció), adquirint gran notorietat en aquestes branques de la música. Pels anys 1920 actuà al Liceu de Barcelona.
Va escriure una Missa, per a cor, solo, orquestra i orgue, una altra a cappella, cantates, etc. Dirigí la Societat Coral de Breslau.